# Гринберг, Адам
Адам Гринберг (ивр. אדם גרינברג‎, англ. Adam Greenberg; родился 30 ноября 1938, Краков, Польша) — американский кинооператор. Работал в Израиле и США. Самой известной его работой является «Терминатор 2: Судный день», за которую он номинировался на «Оскар» в категории «Лучшая операторская работа». Также был оператором многих фильмов с участием Арнольда Шварценеггера. Первой его заметной работой стал «Терминатор». Именно с помощью его мастерства мы видим мир глазами киборгов (Т-800). Специализируется на фантастике и жанре саспенс.

## Фильмография
- Терминатор (1984)
- Железный орёл (1986)
- Пешком на луну (1987)
- Трое мужчин и младенец (1987)
- Служители дьявола (1988)
- Тернер и Хуч (1989)
- Привидение (1990)
- Трое мужчин и маленькая леди (1990)
- Терминатор 2: Судный день (1991)
- Действуй, сестра (1992)
- Человек эпохи Возрождения (1994)
- Джуниор (1994)
- Первый рыцарь (1995)
- Стиратель (1996)
- Сфера (1998)
- Час пик (1998)
- Инспектор Гаджет (1999)
- Возмещение ущерба (2002)
- Санта-Клаус 2 (2002)
- Змеиный полёт (2006)